# Manoir de Kermelin
Le manoir de Kermelin est situé à Saint-Avé en France.

## Localisation
Le manoir est situé sur le territoire de la commune de Saint-Avé, au lieu-dit Kermelin, dans le département du Morbihan en région Bretagne.

## Description
Le manoir date du XVIe siècle, édifice de plan allongé à un étage carré, deux pièces par étage, construit en moellons de granite. Toiture à longs pans recouverte d'ardoises, pignon découvert. Tour d'escalier postérieure ;  escalier hors-œuvre : escalier à vis sans jour en charpente.

## Historique
Le manoir est le iège d'une ancienne seigneurie connue dès 1440 et appartenant au sire de Kermelin. On mentionne Jehan Raoul et/ou Alain Le Gourvinec en 1427. Propriété de la famille Saulnier de la Pinelaye (XVIIIe siècle), du docteur Fouquet (en 1861), de la famille Fanneau de La Horie et de la famille Evariste Lefeuvre.  
Il est édifié vers 1520. Les latrines sur le pignon sud, l'appentis postérieur et le blason surmontant la porte principale ont disparu. Aile en retour du XVIe siècle. Remaniée au XIXe siècle, peut-être transformée en étable. Construction au XXe siècle d'un bâtiment joignant le logis et la cuisine étable avec réemploi d'une porte ancienne. Puits de la fin du XVIIIe siècle provenant du manoir de Ploeren (Morbihan) , installé dans la cour vers 1960.
Il est inscrit à l'inventaire général du patrimoine culturel.